# Barslund A/S
Barslund A/S er en dansk entreprenør- og ingeniørvirksomhed, der blev grundlagt i 1980. Virksomheden beskæftiger sig med anlægs- og forsyningsarbejde, og hovedkontoret ligger i Kvistgård i Nordsjælland, men virksomheden har også kontorer i Fredericia, Jylland og Arlöv, Sverige.
Virksomheden er bl.a. med til at udbygge Helsingørmotorvejen mellem Gammel Holte og Hørsholm. og har omlægning af Israels Plads i København. Desuden har Barslund været med til en lang række infrastruktur- og forsyningsopgaver.
Barslund blev d. 22/11 2021 erklæret konkurs